# Rogatka wrocławska w Kaliszu
Rogatka wrocławska – dawna rogatka w Kaliszu, u zbiegu ulic Śródmiejskiej, Górnośląskiej, Nowego Światu i Harcerskiej, wzniesiona w stylu klasycystycznym z czterokolumnowym doryckim portykiem w 1828 według projektu Franciszka Reinsteina.
Pozostaje jedynym zachowanym tego typu zabytkiem w mieście, spośród pozostałych istniejących w przeszłości rogatek – warszawskiej, rypinkowskiej i stawiszyńskiej.

## Historia
W 1822 wzniesiono pierwszy budynek Rogatki Wrocławskiej usytuowanej przy murach dawnego klasztoru ojców reformatów na Wrocławskim Przedmieściu. Pierwotny budynek rogatki, wedle projektu Sylwestestra Szpilowskiego, rozebrano w 1826 w związku z otwarciem w Szczypiornie przejścia granicznego z Prusami i potrzebą przebudowy dzisiejszej ulicy Śródmiejskiej. 
Latem 1827 rozpoczęto budowę ówczesnego budynku Rogatki Wrocławskiej przy wykorzystaniu materiałów ze zdemontowanego punktu celnego, co pozwoliło ukończyć budowę w czerwcu 1828. Do końca XIX w. rogatka pełniła swą funkcje zgodnie z przeznaczeniem pobierając opłaty za wjazd do miasta bitym traktem od strony Szczypiorna. 
Z początkiem XX w. przy Rogatce Wrocławskiej zamontowano wagę miejską, która służyła handlarzom odwiedzającym Kalisz. Po II wojnie światowej budynek był siedzibą kaliskiego oddziału Polskiego Związku Głuchych, a od 1975 oddziału Stowarzyszenia Księgowych w Polsce. 
Pod koniec XX w. przeprowadzono remont rogatki i ulokowano w niej cukiernię. Od 2017 w budynku ma swoją siedzibę Stowarzyszenie „Kaliszanie”.